# Gouverneur d'Aurigny
Le Gouverneur d'Aurigny est une fonction gouvernementale qui a régi l'île anglo-normande d'Aurigny à partir du XVIIe siècle jusqu'en 1825.

## Contexte politique
La guerre civile fait rage en Angleterre entre les parlementaires qui siègent au Long Parlement et les Royalists fidèles au roi Charles Ier. Le républicain Oliver Cromwell décide de faire le procès du roi. Le procès a lieu du 20 au 27 janvier 1649 devant un tribunal spécial, choisi par les quelque soixante députés siégeant encore aux Communes (Parlement croupion). La condamnation de « Charles Stuart » est acquise d'avance, pour haute trahison. Il est décapité à Whitehall, près de Westminster, le 30 janvier 1649, à l'âge de 49 ans. 
Une semaine plus tard, la Chambre des lords est supprimée et la royauté abolie. À la suite de ces évènements, la guerre civile anglaise reprend entre les parlementaires et les Royalists fidèles à Charles II, fils de Charles Ier Stuart décapité.

## Gouvernance d'Aurigny
Au début de la guerre civile anglaise, en 1642, les îles d'Aurigny et de Guernesey soutiennent les Parlementaires contre le Roi qui est soutenu par l'île de Jersey. Par la suite, le bailliage de Guernesey change de gouvernances pro ou anti-royalistes ou rivalisent en gouvernant en parallèle de facto (1646-1651) et cette instabilité politique influence la vie politique d'Aurigny. 
- 1643 - 1649 : Robert Russell (nommé par le Parlement)
- 1644 - 1646 : Nathaniel Darrell (nommé par le Roi)
- 29 mai 1646 - mai 1649 : Baldwin Wake (nommé par le Roi)
- 1647 - 1651 :  James Harrison  (nommé par le Parlement)
- 26 octobre 1649 - 17 décembre 1651 : Roger Burgess (nommé par le Roi)
- 1650  : Henry Sharp (nommé par le Parlement)
- 1654 - 1658 : Charles Waterhouse (nommé par le Parlement)

En 1657, le capitaine Nicholas Ling est transféré de l'île de Sercq à celle d'Aurigny en tant que gouverneur et commandant de la milice locale par le républicain Oliver Cromwell. 
En 1660, Édouard de Carteret, en raison de sa fidélité loyale envers le roi d'Angleterre, est nommé au titre de gouverneur d'Aurigny par le roi Charles II. Nicholas Ling conserve néanmoins le titre de lieutenant-gouverneur aux ordres d'Édouard de Carteret jusqu'à sa mort. Ling meurt en 1679 et Carteret meurt à son tour en 1680. Sa veuve a vendu le titre à un Guernesiais Edmund Andros, que Charles II nommera gouverneur colonial de New York. Sir Edmund Andros délégua son autorité de gouverneur d'Aurigny à un autre Guernesiais, Thomas Le Mesurier, également lié par mariage à la famille Andros. Après la mort d'Edmund Andros, la famille Le Mesurier continua à remplir la charge de gouverneurs héréditaires jusqu'en 1824, quand Jean Le Mesurier vendit le titre à la Couronne d'Angleterre en échange d'une rente qui sera perçu jusqu'en 1862.
À partir de 1825, les États d'Aurigny se dote d'une assemblée élue avec un Président des États d'Aurigny à sa tête.